# Miss Rio Grande do Norte
Miss Rio Grande do Norte (também conhecido como Miss Universo Rio Grande do Norte) é um concurso de beleza feminino realizado anualmente no Estado do Rio Grande do Norte, tem como objetivo selecionar a melhor candidata em busca do título de Miss Brasil, único caminho para a coroa de Miss Universo. Os potiguares possuem dois títulos nacionais, obtidos em um hiato de exatos trinta (30) anos, em 1979 com a mossoroense Marta Jussara da Costa e em 2009 com a natalense Larissa Costa Silva de Oliveira. A coordenação regional fica a cargo da empresária Kenya Siqueira, oficialmente desde 2024.

## Histórico

### Tabela de classificação
Abaixo está a performance das potiguares no Miss Brasil:
| Posição       | Performance |
| ------------- | ----------- |
| Miss Brasil   | 2           |
| 2º. Lugar     | 3           |
| 3º. Lugar     | 1           |
| 4º. Lugar     | 2           |
| 5º. Lugar     | 2           |
| Finalista     | 2           |
| Semifinalista | 12          |
| Total         | 24          |

### Prêmio Especial
- Desafio Guess: Manoella Alves (2015)

### Coordenações
Estiveram à frente da realização do concurso:
- 1955 a 1955: Edilson Cid Varela (diretor dos Diários Associados no Rio Grande do Norte)

- 1956 a 1957: Wilson Jovino de Oliveira (colunista social do jornal "O Poti" e "Diário de Natal")

- 1958 a 1959: Woden Madruga (colunista social do jornal "O Poti" e "Diário de Natal")

- 1960 a 1980: Luís Maria Alves (diretor dos Diários Associados no Rio Grande do Norte)

- 1981 a 1982: Anna Maria Cascudo Barreto (jornalista e historiadora)

- 1983 a 1987: Adalberto Rodrigues (jornalista)

- 1988 a 1989: Miriam de Sousa (diretora da TV Ponta Negra)

- 1990 a 2004: Desconhecido

- 2005 a 2010: Francisco Oliveira (promotor de eventos)

- 2011 a 2023: George Azevêdo (jornalista)

- desde 2024: Kenya Siqueira (promotora de eventos)

### Galeria das vencedoras

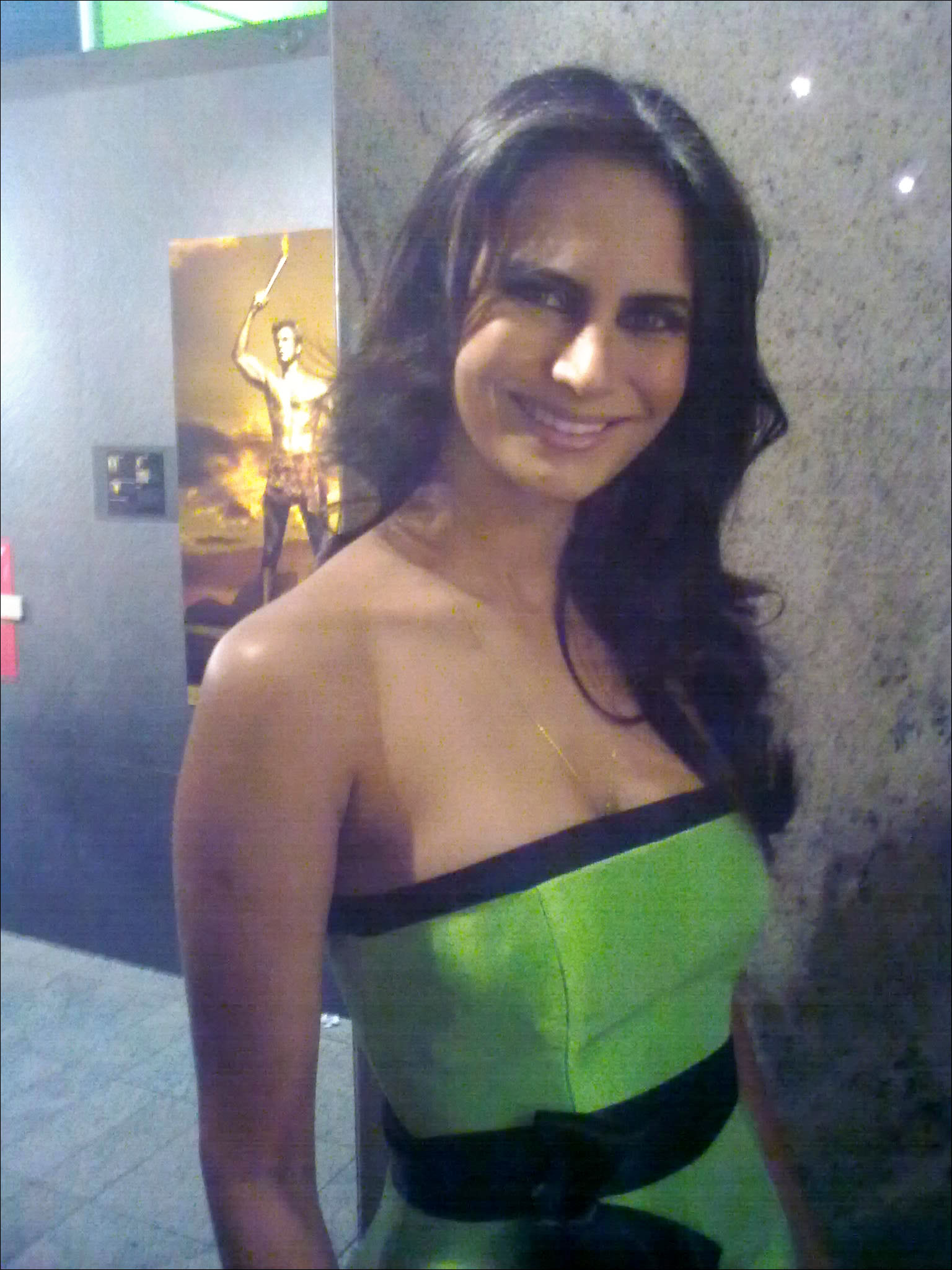
Larissa Costa, Miss Rio Grande do Norte 2009
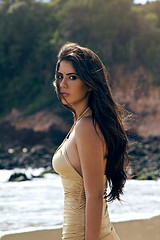
Deise Benício, Miss Rio Grande do Norte 2014

## Vencedoras
A Miss Rio Grande do Norte tornou-se Miss Brasil.
     A Miss Rio Grande do Norte renunciou ao título estadual.
| Ano  | Participação                                            | Vencedora                                               | Representação                                           | Colocação                                               | Miss Universo                                           | Ref.                                                    |
| ---- | ------------------------------------------------------- | ------------------------------------------------------- | ------------------------------------------------------- | ------------------------------------------------------- | ------------------------------------------------------- | ------------------------------------------------------- |
| 2026 | 68ª                                                     | Geovanna Miranda                                        | Natal                                                   | TBD                                                     |                                                         | [ 1 ]                                                   |
| 2025 | 67ª                                                     | Regiane Meire                                           | Nova Cruz                                               |                                                         |                                                         | [ 2 ]                                                   |
| 2024 | 66ª                                                     | Rita Leão                                               | Praia de Pipa                                           | Semifinalista (Top 13)                                  |                                                         | [ 3 ]                                                   |
| 2023 | 65ª                                                     | Giovanna França                                         | Natal                                                   | Semifinalista (Top 16)                                  |                                                         | [ 4 ]                                                   |
| 2022 | 64ª                                                     | Maria Eduarda Morais                                    | Natal                                                   |                                                         |                                                         | [ 5 ]                                                   |
| 2021 | 63ª                                                     | Brenda Pontes                                           | Tibau                                                   |                                                         |                                                         | [ 6 ]                                                   |
| 2020 | A Miss Brasil foi indicada, portanto não houve disputa. | A Miss Brasil foi indicada, portanto não houve disputa. | A Miss Brasil foi indicada, portanto não houve disputa. | A Miss Brasil foi indicada, portanto não houve disputa. | A Miss Brasil foi indicada, portanto não houve disputa. | A Miss Brasil foi indicada, portanto não houve disputa. |
| 2019 | 62ª                                                     | Érika Fontes                                            | Monte Alegre                                            | Finalista (Top 05)                                      |                                                         | [ 7 ]                                                   |
| 2018 | 61ª                                                     | Monique Rêgo                                            | Riacho da Cruz                                          | Semifinalista (Top 10)                                  |                                                         | [ 8 ]                                                   |
| 2017 | 60ª                                                     | Milena Balza                                            | São Gonçalo do Amarante                                 | Semifinalista (Top 10)                                  |                                                         | [ 9 ]                                                   |
| 2016 | 59ª                                                     | Danielle Marion                                         | Mossoró                                                 | 2º. Lugar                                               |                                                         | [ 10 ]                                                  |
| 2015 | 58ª                                                     | Manoella Alves                                          | Natal                                                   | Finalista (Top 05)                                      |                                                         | [ 11 ]                                                  |
| 2014 | 57ª                                                     | Deise Benício                                           | São Gonçalo do Amarante                                 | 3º. Lugar                                               |                                                         | [ 12 ]                                                  |
| 2013 | 56ª                                                     | Cristina Alves                                          | Parnamirim                                              | Semifinalista (Top 10)                                  |                                                         | [ 13 ]                                                  |
| 2012 | 55ª                                                     | Kelly Fonsêca                                           | Guamaré                                                 | 2º. Lugar                                               |                                                         | [ 14 ]                                                  |
| 2011 | 54ª                                                     | Daliane Menezes                                         | Parnamirim                                              | Semifinalista (Top 10)                                  |                                                         | [ 15 ]                                                  |
| 2010 | 53ª                                                     | Joyce Cristiny Silva                                    | Serrinha dos Pintos                                     |                                                         |                                                         | [ 16 ]                                                  |
| 2009 | 52ª                                                     | Larissa Costa                                           | São Gonçalo do Amarante                                 | MISS BRASIL 2009                                        | Não obteve classificação.                               | [ 17 ]                                                  |
| 2008 | 51ª                                                     | Andressa Simone Melo                                    | Tibau                                                   | Semifinalista (Top 10)                                  |                                                         | [ 18 ]                                                  |
| 2007 | 50ª                                                     | Kalline Freire de Melo                                  | Mossoró                                                 | Semifinalista (Top 10)                                  |                                                         | [ 19 ]                                                  |
| 2006 | 49ª                                                     | Jeísa Karina de Araújo                                  | Timbaúba dos Batistas                                   |                                                         |                                                         | [ 20 ]                                                  |
| 2005 | 48ª                                                     | Kelyanne Freire de Medeiros                             | Angicos                                                 |                                                         |                                                         | [ 21 ]                                                  |
| 2004 | 47ª                                                     | Suzana Schott da Silveira                               | Natal                                                   |                                                         |                                                         | [ 22 ]                                                  |
| 2003 | 46ª                                                     | Maria Cecília Valarini h                                |                                                         | 4º. Lugar                                               |                                                         | —                                                       |
| 2002 | 45ª                                                     | Muriel de Lima Mendes                                   |                                                         |                                                         |                                                         | —                                                       |
| 2001 | 44ª                                                     | Andréa de Moraes                                        |                                                         |                                                         |                                                         | —                                                       |
| 2000 | 43ª                                                     | Jussara Medeiros                                        |                                                         | Semifinalista (Top 11)                                  |                                                         | —                                                       |
| 1999 | 42ª                                                     | Tatiana Santos g                                        |                                                         |                                                         |                                                         | —                                                       |
| 1998 | 41ª                                                     | Paula Carvalho Arruda                                   |                                                         | 4º. Lugar                                               |                                                         | —                                                       |
| 1997 | 40ª                                                     | Valéria Cristina Böhn f                                 |                                                         | 2º. Lugar                                               |                                                         | —                                                       |
| 1996 | 39ª                                                     | Elizabeth Milana Gomes                                  |                                                         |                                                         |                                                         | —                                                       |
| 1995 | 38ª                                                     | Olga de Barros Portela                                  |                                                         | 5º. Lugar                                               |                                                         | —                                                       |
| 1994 | 37ª                                                     | Vanessa de Souza Gurgel                                 |                                                         |                                                         |                                                         | —                                                       |
| 1993 | A Miss Brasil foi indicada, portanto não houve disputa. | A Miss Brasil foi indicada, portanto não houve disputa. | A Miss Brasil foi indicada, portanto não houve disputa. | A Miss Brasil foi indicada, portanto não houve disputa. | A Miss Brasil foi indicada, portanto não houve disputa. | —                                                       |
| 1992 | 36ª                                                     | Rose Nascimento Paiva                                   |                                                         | Semifinalista (Top 12)                                  |                                                         | —                                                       |
| 1991 | O Estado não enviou candidata ao Miss Brasil 1991.      | O Estado não enviou candidata ao Miss Brasil 1991.      | O Estado não enviou candidata ao Miss Brasil 1991.      | O Estado não enviou candidata ao Miss Brasil 1991.      | O Estado não enviou candidata ao Miss Brasil 1991.      | —                                                       |
| 1990 | Não houve disputa nacional de Miss Brasil em 1990.      | Não houve disputa nacional de Miss Brasil em 1990.      | Não houve disputa nacional de Miss Brasil em 1990.      | Não houve disputa nacional de Miss Brasil em 1990.      | Não houve disputa nacional de Miss Brasil em 1990.      | —                                                       |
| 1989 | 35ª                                                     | Acácia Rósea Souza Azevêdo                              | Clube dos Oficias da Polícia Militar                    |                                                         |                                                         | [ 23 ]                                                  |
| 1988 | 34ª                                                     | Maria Josineide Bernardes                               | Governador Dix-Sept Rosado                              |                                                         |                                                         | [ 24 ]                                                  |
| 1987 | 33ª                                                     | Jimena Edelweiss Teixeira                               | Assu                                                    | Semifinalista (Top 12)                                  |                                                         | [ 25 ]                                                  |
| 1986 | 32ª                                                     | Maria Aparecida Santos                                  | Carnaubais                                              |                                                         |                                                         | [ 26 ]                                                  |
| 1985 | 31ª                                                     | Antônia Albano Lopes                                    | Assu                                                    |                                                         |                                                         | [ 27 ]                                                  |
| 1984 | 30ª                                                     | Zenaide Salústio da Costa                               | Parelhas                                                |                                                         |                                                         | [ 28 ]                                                  |
| 1983 | 29ª                                                     | Vanda Regina Pereira e                                  | EMPROTUR                                                |                                                         |                                                         | [ 29 ]                                                  |
| 1983 | -                                                       | Ilka Oliveira de Carvalho                               | ASSEN                                                   | Renunciou: Menor de idade.                              |                                                         | [ 30 ]                                                  |
| 1982 | 28ª                                                     | Ambrosina Dantas de Alencar                             | Caicó                                                   |                                                         |                                                         | [ 31 ]                                                  |
| 1981 | 27ª                                                     | Elizabeth da Costa Peixoto                              | Ivipanim Clube                                          |                                                         |                                                         | [ 32 ]                                                  |
| 1980 | 26ª                                                     | Neiva Maria Antunes Lopes                               | Jiqui Country Club                                      |                                                         |                                                         | [ 33 ]                                                  |
| 1979 | 25ª                                                     | Marta Jussara da Costa d                                | Associação Cultural Potiguar                            | MISS BRASIL 1979                                        | 4º. Lugar                                               | [ 34 ]                                                  |
| 1978 | 24ª                                                     | Maria Lúcia Alves da Silva                              | Clube Social do Banco do RN                             |                                                         |                                                         | [ 35 ]                                                  |
| 1977 | 23ª                                                     | Cenira Siqueira Marques                                 | América Futebol Clube                                   |                                                         |                                                         | [ 36 ]                                                  |
| 1976 | 22ª                                                     | Eliane Maria Rocha de Azevêdo                           | Jardim do Seridó                                        |                                                         |                                                         | [ 37 ]                                                  |
| 1975 | 21ª                                                     | Newman de Lourdes Damasceno                             | Santa Cruz                                              |                                                         |                                                         | [ 38 ]                                                  |
| 1974 | 20ª                                                     | Lucimar Maria de Oliveira                               | AFURN                                                   |                                                         |                                                         | [ 39 ]                                                  |
| 1973 | 19ª                                                     | Goreth Gurgel Dantas                                    | Tibau                                                   |                                                         |                                                         | [ 40 ]                                                  |
| 1972 | 18ª                                                     | Tázia Bezerra de Sá                                     | ASSEN                                                   |                                                         |                                                         | [ 41 ]                                                  |
| 1971 | 17ª                                                     | Geysa Barbosa da Costa                                  | ASSEN                                                   |                                                         |                                                         | [ 42 ]                                                  |
| 1970 | 16ª                                                     | Maria Elna Belém da Silva c                             | Areia Branca                                            |                                                         |                                                         | [ 43 ]                                                  |
| 1969 | 15ª                                                     | Yara Lúcia Bezerra da Cunha                             | Santa Cruz                                              |                                                         |                                                         | [ 44 ]                                                  |
| 1968 | 14ª                                                     | Maria Suely Pereira da Silva                            | Parelhas                                                |                                                         |                                                         | [ 45 ]                                                  |
| 1967 | 13ª                                                     | Maria Isabel da Nóbrega Freire                          | Aero Clube de Natal                                     |                                                         |                                                         | [ 46 ]                                                  |
| 1966 | 12ª                                                     | Maria Edite de Azevêdo                                  | Jardim do Seridó                                        |                                                         |                                                         | [ 47 ]                                                  |
| 1965 | 11ª                                                     | Laurinete Bezerra de Araújo                             | Mossoró                                                 |                                                         |                                                         | [ 48 ]                                                  |
| 1964 | 10ª                                                     | Neli Cavalcanti Padilha                                 | Caicó                                                   | 5º. Lugar                                               |                                                         | [ 49 ]                                                  |
| 1963 | 9ª                                                      | Ísis Figueira de Melo                                   | Goianinha                                               |                                                         |                                                         | [ 50 ]                                                  |
| 1962 | 8ª                                                      | Geórgia de Lucca Quental b                              | Diários Associados                                      | Semifinalista (Top 08)                                  |                                                         | [ 51 ]                                                  |
| 1961 | 7ª                                                      | Carmen Aurélia Rodrigues a                              | Diários Associados                                      | Semifinalista (Top 08)                                  |                                                         | [ 52 ]                                                  |
| 1960 | 6ª                                                      | Zélia Maria Pinheiro                                    | Aero Clube de Natal                                     |                                                         |                                                         | [ 53 ]                                                  |
| 1959 | 5ª                                                      | Terezinha Maria Bastos                                  | ABC Futebol Clube                                       |                                                         |                                                         | [ 54 ]                                                  |
| 1958 | 4ª                                                      | Maria Silveirinha Soares                                | Mossoró                                                 |                                                         |                                                         | [ 55 ]                                                  |
| 1957 | 3ª                                                      | Maria do Socorro Gurgel                                 | Centro Esportivo Potiguar                               |                                                         |                                                         | [ 56 ]                                                  |
| 1956 | 2ª                                                      | Amariles Gomes de Araújo                                | Associação Potiguar de Estudantes                       |                                                         |                                                         | [ 57 ]                                                  |
| 1955 | 1ª                                                      | Maria José Varela Pachêco                               | Crônica Social da Rádio Cabugi                          |                                                         |                                                         | [ 58 ]                                                  |
| 1954 | O Estado só estreou no nacional em 1955.                | O Estado só estreou no nacional em 1955.                | O Estado só estreou no nacional em 1955.                | O Estado só estreou no nacional em 1955.                | O Estado só estreou no nacional em 1955.                | O Estado só estreou no nacional em 1955.                |

## Conquistas

### Por Municípios
Os títulos adquiridos por clubes e associações entram na contagem para o se município de origem:
| Cidade                     | Quantidade | Vitórias                                                                                                  |
| -------------------------- | ---------- | --- |
| Natal                      | 18         | 1955, 1956, 1957, 1959, 1960, 1967, 1971, 1972, 1974 1977, 1978, 1983, 1989, 2004, 2015, 2022, 2023, 2026 |
| Mossoró                    | 5          | 1958, 1965, 1979, 2007, 2016                                                                              |
| Tibau                      | 3          | 1973, 2008, 2021                                                                                          |
| São Gonçalo do Amarante    | 3          | 2009, 2014, 2017                                                                                          |
| Parnamirim                 | 3          | 1980, 2011, 2013                                                                                          |
| Assu                       | 2          | 1985, 1987                                                                                                |
| Parelhas                   | 2          | 1968, 1984                                                                                                |
| Caicó                      | 2          | 1964, 1982                                                                                                |
| Areia Branca               | 2          | 1970, 1981                                                                                                |
| Jardim do Seridó           | 2          | 1966, 1976                                                                                                |
| Santa Cruz                 | 2          | 1969, 1975                                                                                                |
| Nova Cruz                  | 1          | 2025 |
| Tibau do Sul               | 1          | 2024 |
| Monte Alegre               | 1          | 2019 |
| Riacho da Cruz             | 1          | 2018 |
| Guamaré                    | 1          | 2012 |
| Serrinha dos Pintos        | 1          | 2010 |
| Timbaúba dos Batistas      | 1          | 2006 |
| Angicos                    | 1          | 2005 |
| Governador Dix-Sept Rosado | 1          | 1988 |
| Carnaubais                 | 1          | 1986 |
| Goianinha                  | 1          | 1963 |

#### Observações
- Por terem sido indicadas, os títulos de 1961 e 1962 não entram na tabela acima para nenhum município.
- Por falta de informações mais precisas, os títulos adquiridos entre os anos de 1992 a 2003 não entram no quadro acima.
- Em 2024, o título entra na contagem pro município de Tibau do Sul porque Rita Leão representou oficialmente a Praia de Pipa.

## Ligações Externas
- Site do Miss Brasil

- Site do Miss Universo (em inglês)